# Gimpelfang
Gimpelfang ist ein Naturschutzgebiet (NSG) im Landkreis Sächsische Schweiz-Osterzgebirge in Sachsen. Das etwa 10 ha große Schutzgebiet mit der Nummer D 56 liegt im Naturraum Oberlausitzer Bergland südöstlich von Sebnitz an der Flanke des Berges Tanečnice (Tanzplan).

## Geschichte
Der Flurname Gimpelfang bezeichnet ein Areal, das einst zur Vogelstellerei genutzt wurde. Das Gebiet des heutigen NSG wurde bis Mitte des 19. Jahrhunderts als Niederwald bewirtschaftet. Die staatliche Forstverwaltung forstete 1862 den größten Teil der Fläche mit Fichten neu auf. Trotzdem blieb auf Teilflächen Laubholz aus der Niederwaldbewirtschaftung erhalten, das heute ein Alter von über 150 Jahren aufweist.
Im Jahr 1952 bemühten sich Sebnitzer Heimatfreunde um die Unterschutzstellung des Gebietes bei dem sächsischen Ministerpräsidenten Max Seydewitz. 1958 wurde das NSG per Kreistagsbeschluss vorläufig gesichert und 1961 endgültig festgesetzt.
Seit 1997 sind fünf Hektar des NSG als Totalreservat ausgewiesen, in dem keinerlei menschlicher Eingriff mehr erfolgt.

## Geologie
Die Flächen des Naturschutzgebietes liegen auf einem Biotitgranit, der in seiner örtlichen Ausprägung als Seidenberger Granit bezeichnet wird. Das Gestein ist teilweise von Lößlehm überlagert.

## Flora und Fauna
Kernstück des NSG ist ein naturnaher Erlen-Eschen-Bachwald am Mannsgraben. Darüber hinaus stocken im NSG verschiedene schwer einzuordnende Laubwaldgesellschaften. Im Süden und Osten besteht ein Buchenwald. Typische Pflanzen im Schutzgebiet sind Sumpf-Pippau, Wald-Schaumkraut, Wald-Schachtelhalm, Winkel-Segge und Rauhaariger Kälberkropf. Im Buchenwald wachsen auch Frühlings-Platterbse und Waldmeister. Die um 1900 nachgewiesenen Orchideenarten Blattloser Widerbart und Große Händelwurz sind heute verschollen.
Im NSG brüten etwa 25 Vogelarten, darunter Waldkauz, Schwarzspecht, Grauspecht, Grauschnäpper und Kernbeißer. Nachgewiesen ist zudem die Haselmaus.